# Charles II (duc de Parme)
Charles-Louis (roi d'Étrurie puis duc de Lucques)
Pour les articles homonymes, voir Charles II.
Charles-Louis de Bourbon, prince de Bourbon-Parme et infant d'Espagne, né le 22 décembre 1799 à Madrid et mort le 16 avril 1883 à Nice, est le fils aîné de Louis Ier de Bourbon, prince héritier de Parme, et de l'infante Marie-Louise d'Espagne ; il fut successivement roi d'Étrurie de 1803 à 1807 sous le nom de Charles-Louis, duc de Lucques de 1824 à 1847, duc de Parme et Plaisance sous le nom de Charles-Louis puis de Charles II de décembre 1847 à mars 1849, date de son abdication.
Petit-fils du duc déchu Ferdinand Ier de Parme, Charles est témoin du traité secret de San Ildefonso (1er octobre 1800), signé par Napoléon et qui promet la création en Italie d'un État sous dépendance espagnole : le royaume d'Étrurie, en échange de la restitution de la Louisiane par l'Espagne. Les traités de Lunéville (9 février 1801) et d'Aranjuez (21 mars 1801) en confirment la création. La couronne est confiée à Louis Ier, fils et héritier du duc de Parme Ferdinand Ier, qui est aussi le gendre du roi d'Espagne.
Lorsque Louis Ier meurt, en 1803, son épouse Marie-Louise (fille du roi d'Espagne Charles IV) assure la régence pour son fils Charles-Louis, proclamé roi d'Étrurie. Cependant, en 1807, Napoléon annexe le royaume d'Étrurie à l'Empire français, le transformant en trois départements français (Arno, Méditerranée et Ombrone). Si Élisa Bonaparte reçoit le titre de « grande-duchesse de Toscane », il ne s'agit que d'un simple commandement sur ces trois départements français. Charles et sa famille perdent alors toutes leurs possessions. Il faut attendre la chute de Napoléon pour que le congrès de Vienne redonne une couronne aux Bourbons-Parme. Le duché de Parme étant donné en « viager » à l'ancienne impératrice Marie-Louise, les Bourbons-Parme sont dédommagés par la création du duché de Lucques. Charles-Louis devient duc de Lucques officiellement après la mort de sa mère en 1824. Cependant, il reste toujours l'héritier en titre du trône de Parme en attendant la mort de Marie-Louise.
Le 9 décembre 1847, Marie-Louise, prématurément vieillie, accuse de violentes douleurs à la poitrine . Charles retourne alors dans le duché de Parme avec sa famille pour se préparer. Après la mort de la duchesse, il devient le nouveau duc de Parme et adopte le nom de Charles II. Faible et impopulaire, son règne est marqué par une forte contestation populaire et un manque d'autorité. Après plusieurs insurrections, il abdique le 14 mars 1849 et laisse le trône à son fils, Charles III.
Exilé en France, il revient dans le duché après la mort de son fils, en 1854, pour soutenir sa belle-fille, la régente Louise de France, et son petit-fils, Robert Ier. En 1859, le royaume de Sardaigne de Victor-Emmanuel II, allié à la France, remporte sur l'Autriche la bataille de Magenta dans le cadre de la guerre pour l'unification de l'Italie. La régente de Parme abandonne définitivement le duché, qui va être annexé par le royaume de Sardaigne, avant d'être intégré au royaume d'Italie en 1861. L'ancien duc Charles repart alors en France où il meurt.

## Famille
Né à la cour d'Espagne en 1799, il appartient à la maison de Bourbon-Parme, issue de la maison des Bourbons d'Espagne.
Son père, Louis de Bourbon, est l'héritier  du duché de Parme et Plaisance en tant que fils aîné du duc Ferdinand de Parme et de son épouse l'archiduchesse d'Autriche Marie-Amélie, de la maison de Habsbourg-Lorraine.
Il est aussi le petit-fils du roi d'Espagne Charles IV, père de l'infante Marie-Louise.
Le 15 août 1820, il épouse Marie-Thérèse de Savoie, fille du roi de Sardaigne Victor-Emmanuel. De cette union naissent deux enfants :
- Louise de Bourbon (1821-1823), princesse de Lucques
- Ferdinand-Charles de Bourbon (1823-1854), prince héréditaire de Lucques puis de Parme, qui deviendra plus tard, Charles III.

## Roi d'Étrurie

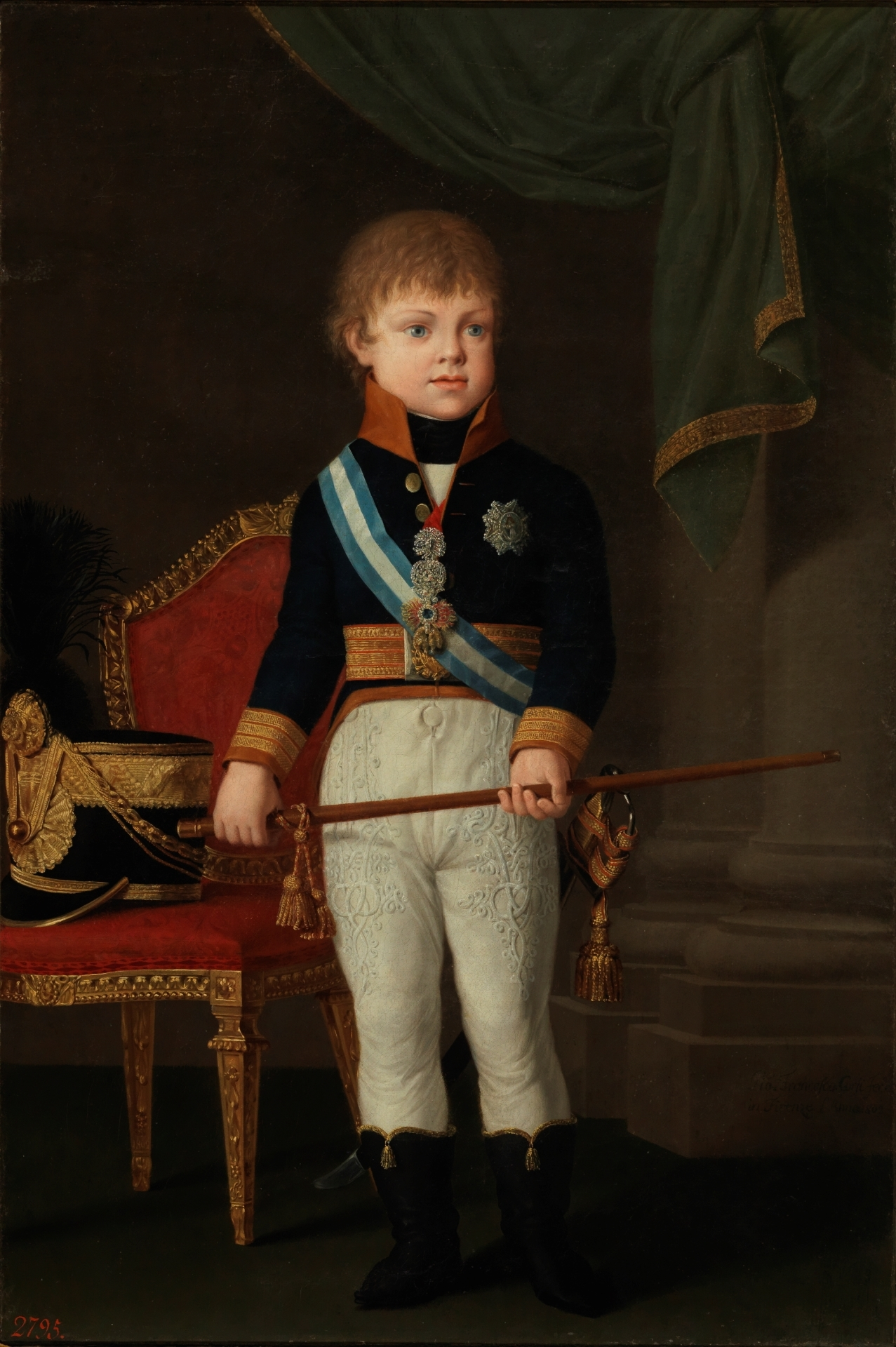
Charles-Louis, roi d'Étrurie.

### Création du royaume
Depuis 1796, le duché de Parme est sous occupation française. L'Espagne souhaiterait que la famille régnante de Parme soit maintenue sur le trône. En 1801, Napoléon signe avec Charles IV un traité d'alliance, le traité de San Ildefonso (1er octobre 1800) qui promet la création en Italie au profit de la maison de Bourbon-Parme d'un nouvel État sous dépendance espagnole, le royaume d'Étrurie, en échange de la restitution de la Louisiane par l'Espagne. C'est le prince héritier de Parme, Louis, qui en mars 1801, reçoit le royaume d'Étrurie et devient le roi Louis Ier. Charles-Louis devient donc l'héritier du nouveau royaume. Lorsque le duc de Parme Ferdinand Ier meurt en 1802, ses possessions sont annexées par la France, Napoléon estimant qu'en devenant roi d’Étrurie, Louis a renoncé au duché de Parme.

### Régence

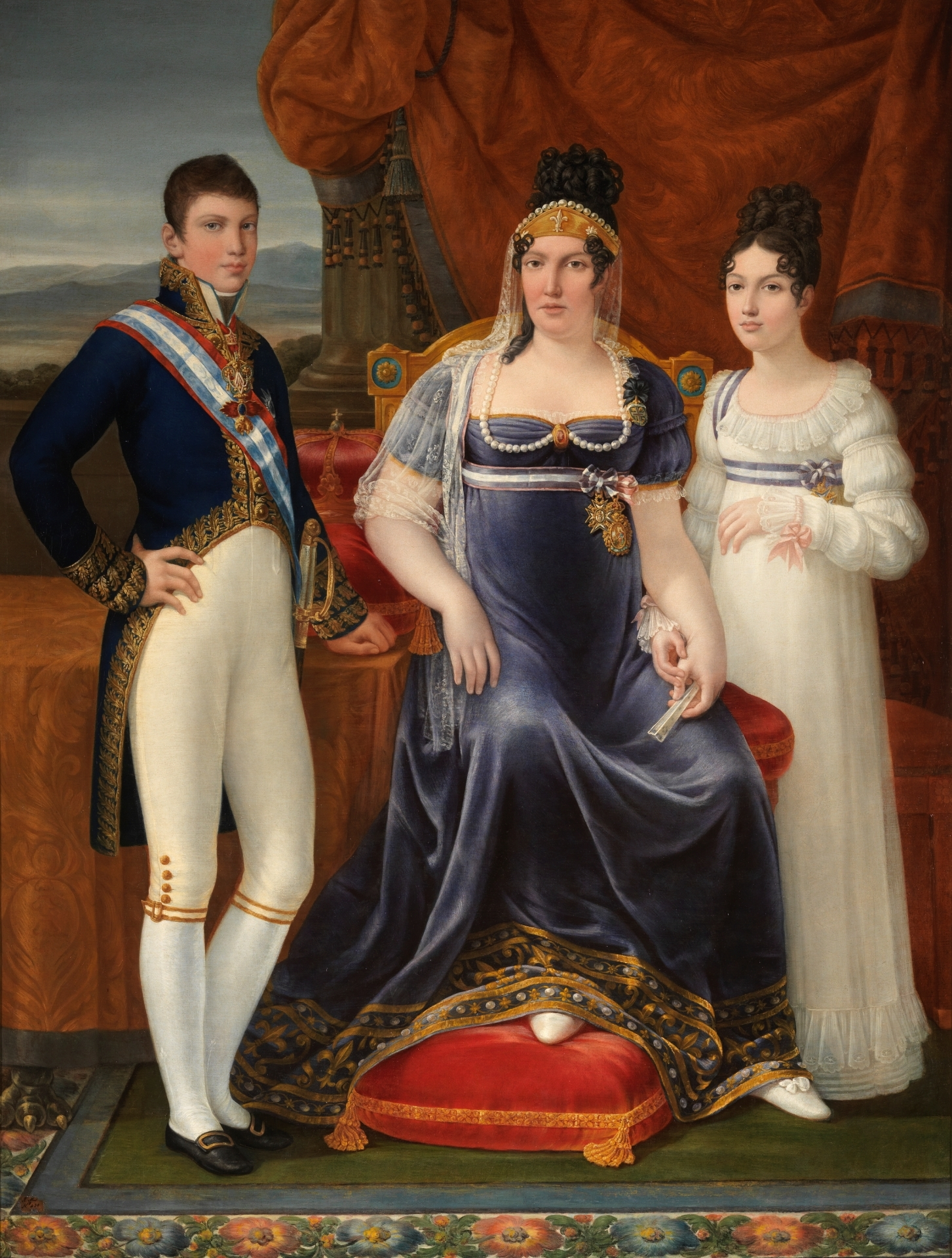
La duchesse de Lucques Marie-Louise, avec ses deux enfants.

Élevé par sa mère, la reine Marie-Louise, Charles-Louis passe son enfance à Florence avec sa sœur; la princesse Marie-Louise. Lorsque le roi meurt en 1803 à l'âge de 29 ans, c'est la reine Marie-Louise qui assure la régence au nom de Charles-Louis.
En 1807, Napoléon Ier annexe le royaume d'Étrurie à l'Empire français, le transformant en trois départements français (Arno, Méditerranée et Ombrone). Charles-Louis et sa mère doivent recevoir en compensation, selon les termes du traité de Fontainebleau signé en 1807 par la France et l'Espagne, le nord du Portugal, récemment conquis, mais, en 1808, la brouille entre Napoléon Ier et les Bourbons régnant en Espagne interrompt le processus de négociation.

## Duc de Lucques
En 1814, au congrès de Vienne, le Grand-duché de Toscane est rétabli et restitué au grand-duc Ferdinand III ; les Bourbon-Parme sont dédommagés par l'attribution du duché de Lucques : il est prévu qu'ils récupéreront le duché de Parme et Plaisance donné en viager à Marie-Louise d'Autriche (épouse de Napoléon) à la mort de cette dernière et que le duché de Lucques sera alors annexé par le grand-duché de Toscane. La mère de Charles-Louis s'installe donc à Lucques avec ses deux enfants et achève leur éducation.
En 1818, le congrès des Provinces-Unies du Río de la Plata (future Argentine) envisage d'instaurer une monarchie constitutionnelle. René Eustache d'Osmond, ambassadeur de France au Royaume-Uni, propose à Lord Castlereagh, ministre britannique des Affaires étrangères, d'offrir la couronne sud-américaine au jeune Charles-Louis, duc héréditaire de Lucques, qui est à la fois parent des Bourbon et des Habsbourg d'Autriche. Mais le projet n'aboutit pas en raison du refus de Ferdinand VII de reconnaître l'indépendance de ses colonies. 
À la mort de Marie-Louise en 1824, à l'âge de 41 ans, son fils devient duc de Lucques. Les finances de la principauté sont gérées avec sérieux par son ministre Ascanio Mansi (it) mais, après la mort de celui-ci en 1840, Charles-Louis dépense sans compter en divertissements, fêtes, achat et ornement de palais, et doit contracter de coûteux emprunts. Il n'oublie cependant pas le trône de Parme dont il est l'héritier légitime.

## Duc de Parme et Plaisance

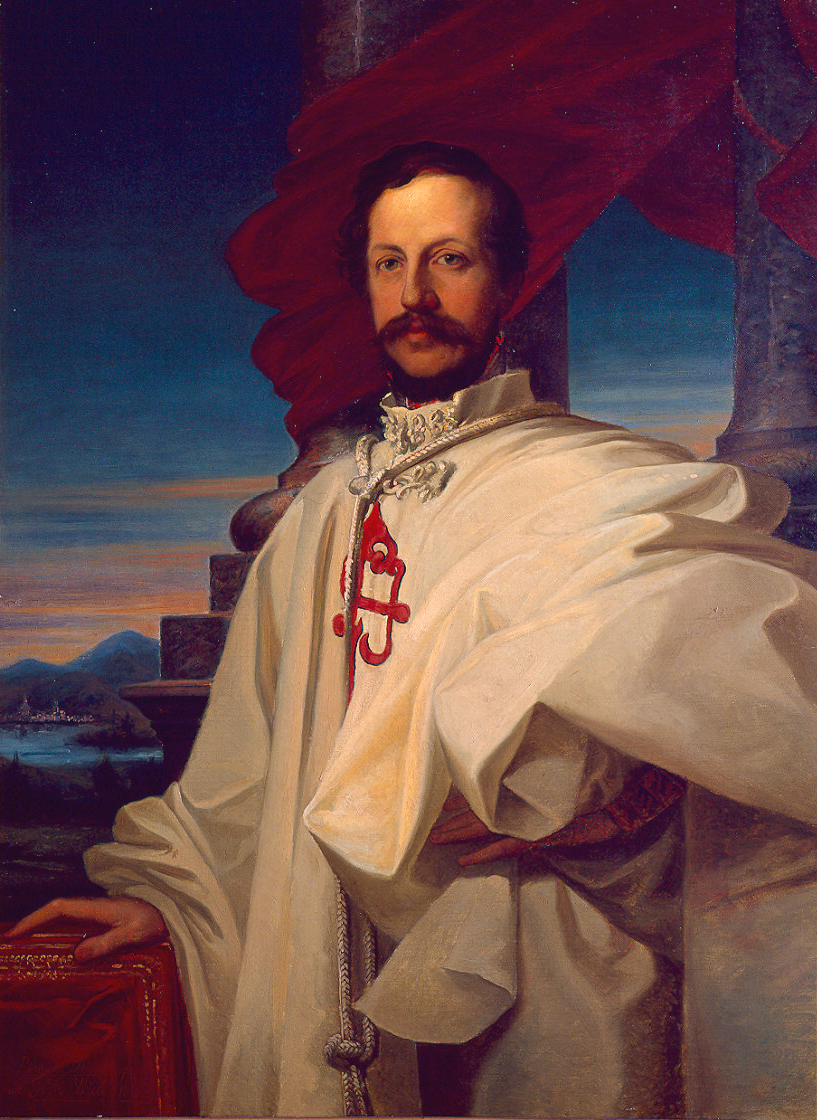
Le duc Charles II dans son habit de l'ordre de Santiago.

### Le retour au duché de Parme
Dès 1844, alors que Marie-Louise est encore duchesse, par le traité (secret) de Florence, il négocie la cession de Guastalla au duc de Modène. Il obtient en retour une grosse somme d'argent et Pontremoli du grand-duché de Toscane. La cession intervient en janvier 1848.
À la mort de Marie-Louise, le duché repasse à la Maison de Bourbon-Parme, conformément au traité de Paris. Cependant, la situation n'est pas aussi simple : le baron Philipp von Neumann, conseiller de l'empereur mandaté de Vienne à Parme, rapporte à Metternich qu'à la mort de la duchesse, les libéraux auraient tenté une insurrection. Le comte Cantelli, podestat de Parme, est destitué car il a cherché à créer un gouvernement provisoire avant l'arrivée du nouveau duc.
Le 31 décembre 1847, Bombelles annonce à Metternich l'arrivée incognito du nouveau duc, qui prend le nom de Charles II, et de son fils. Charles II se montre faible et vil, créant un climat de suspicion et de méfiance : il promet à Vienne de s'opposer aux libéraux et à ceux-ci une constitution qu'il n'accorde finalement pas.
Au début de l'année 1848, la nouvelle d'une insurrection à Milan enflamme Parme, et la révolte éclate le 20 mars 1848. Les habitants se rassemblent en armes et avec des cocardes tricolores. Un coup de feu déclenche l'insurrection qui provoque des morts et des blessés. Le fils du duc entame une action répressive tandis que Charles II, inquiet des proportions que prend la rébellion, ordonne le cessez-le-feu et en appelle « aux bons citoyens afin d'attendre les bonnes résolutions de leur Père et Souverain », promettant une constitution,.

### L'insurrection de mars 1848 et l'abdication
En mars 1848, la nouvelle de l'insurrection à Milan enflamme Parme. Les habitants se rassemblent en armes avec des cocardes tricolores. Un coup de feu déclenche l'insurrection le 20 mars 1848.
Le fils du duc lance une action répressive tandis que Charles II, inquiet des proportions que prend la rébellion, ordonne le cessez-le-feu et en appelle « aux bons citoyens afin d'attendre les bonnes résolutions de leur Père et Souverain », promettant une constitution,.
Cette révolte populaire contraint Charles II à repousser le traité d'alliance défensif avec l'Autriche et à s'allier avec Léopold II de Toscane, Pie IX et Charles-Albert de Sardaigne, qui sont alors engagés dans la première guerre d'indépendance italienne.
Il se ravise et abdique en avril, nommant une régence composée de libéraux chargés de rédiger une constitution : les comtes Giromola Cantelli et Luigi Sanvitale, les avocats Ferdinando Maestri et Pietri Gioia, et le professeur Pietro Pellegrini,. Charles II décide alors de quitter le duché : il se réfugie à Weistropp, en Saxe, le 8 avril. Le prince héritier, que son père a nommé major général, a fui pour se rendre auprès de Charles-Albert, mais celui-ci le fait emprisonner à Crémone et le retient pendant plusieurs mois à Milan.
La flambée unitaire qui parcourt la péninsule, accompagnée des victoires piémontaises, incite les États centraux à l'unification : Plaisance et Parme demandent l'annexion au royaume de Sardaigne à l'issue de plébiscites les 10 mai et 17 mai 1848 respectivement. Le 16 juin, le commissaire sarde prend possession du duché. Cependant, en raison de la défaite des Piémontais, qui ne sont pas en mesure de vaincre les troupes autrichiennes, et de leur reddition le 9 août, celles-ci sont de nouveau aux portes de Parme.
Le 18 août, le maréchal comte de Thurn crée un gouvernement provisoire militaire que Charles II approuve depuis son exil saxon. Gian Battista Niccolosi prend l'Intérieur et la Justice et Antonio Lomnardini les Finances et les Travaux publics. Toutes les lois votées par le gouvernement provisoire sont révoquées. La coexistence entre les troupes d'occupation et la population devient très difficile, au point que l'état de siège est proclamé et des mesures très sévères prises, telles que la condamnation à mort pour ceux qui seraient trouvés en possession d'armes. Avec la reprise du conflit, les Autrichiens quittent le duché pour livrer bataille et, après la désastreuse défaite piémontaise de Novare qui scelle définitivement le sort de la guerre, les Autrichiens, de retour, replacent sur le trône Charles II tandis que le général Constantin d'Aspre, à la demande du feld-maréchal Joseph Radetzky, devient gouverneur civil et militaire de Parme.
Le 14 mars 1849, Charles II abdique définitivement en faveur de son fils Ferdinand-Charles ; une commission assurant les pouvoirs administratifs et exécutifs est mise en place jusqu'à son arrivée.

## Fin de vie
Après son abdication, Charles-Louis s'éloigne de Parme puis part en France après l'avènement du Second Empire de Napoléon III.
Le 27 mars 1854, la veuve du duc Charles III, Louise, annonce la mort de son époux et proclame son fils Robert Ier nouveau souverain, elle-même assurant la régence. Tous les ministres sont remplacés afin d'apaiser les tensions. Succédant au gouvernement militaire de Charles III, le nouveau gouvernement doit rechercher la neutralité et l'indépendance vis-à-vis de l'Autriche, mais le 22 juillet 1854, les sujets inquiets tentent de se révolter. Tout débute par l'occupation de deux cafés, les troupes arrivées sur place tirent, ce qui provoque une insurrection que l'armée autrichienne réprime violemment. Louise-Marie montre son hostilité à une répression judiciaire excessive et demande la fin des procès et le retour en Autriche des officiers les plus durs. Les troupes autrichiennes quittent définitivement le duché le 5 février 1857. Apprenant l'assassinat de son fils en 1854, Charles-Louis revient dans le duché.
Début mai 1859, avec le déclenchement de la deuxième guerre d'indépendance italienne, de nouveaux désordres éclatent. Ils provoquent le départ de la famille régnante pour Mantoue. Les mazziniens constituent un gouvernement provisoire mis en échec par les militaires, qui ne les soutiennent pas. La duchesse revient alors à Parme. Le 9 juin 1859, après la victoire de Magenta, Louise-Marie quitte définitivement Parme, non sans avoir exposé sa désapprobation dans une lettre de protestation rédigée depuis Saint-Gall le 28 juin.
L'unification de l'Italie du Nord est alors sur le point de se réaliser sous l'égide du royaume de Sardaigne. La Lombardie est annexée en juin 1859 sur la base des résultats du plébiscite de 1848. Charles-Louis s'exile de nouveau en France, à Nice, où il meurt le 16 avril 1883.